# Dicoma thuliniana
Dicoma thuliniana là một loài thực vật có hoa trong họ Cúc. Loài này được S.Ortiz, Rodr.Oubiña & Mesfin mô tả khoa học đầu tiên năm 1998.